# Наносекунда
Наносекунда (нс) — частинна одиниця вимірювання часу у міжнародній системі одиниць (SI), яка дорівнює одній мільярдній секунді, що чисельно дорівнює, 1/1 000 000 000 с або 10−9 с.
Термін складається із префікса нано- і назви базової одиниці секунда, що є одною шістдесятою хвилини.
Наносекунда дорівнює 1000 пікосекунд або 1⁄1000 мікросекунди. Числові величини, чиї значення знаходяться між  10−8 і 10−7 секунд зазвичай записуються у вигляді десятків або сотень наносекунд.
Одиниці вимірювання часу із такою гранулярністю зазвичай зустрічаються у телекомунікаціях, пульсуючих лазерах, і аспектах пов'язаних з електронікою.

## Приклади величин
- 0.5 наносекунд – період напіврозпаду берилію-13.
- 0.96 наносекунд – розрив між пакетами 100 гігабітного Ethernet.
- 1.0 наносекунд – тривалість періоду електромагнітної хвилі із частотою в 1 ГГц (1× 109 Герц).
- 1.0 наносекунд – в реляційних базах даних найвища точність зберігання дати з використанням вбудованого типу даних для дати. Підтримується Oracle.